# 3961 Arthurcox
3961 Arthurcox (1962 OB) là một tiểu hành tinh vành đai chính được phát hiện ngày 31 tháng 7 năm 1962 bởi Đài thiên văn Goethe Link ở Brooklyn.